# Cellule endothéliale de la veine ombilicale humaine
Les cellules endothéliales de la veine ombilicale humaine (HUVEC pour Human umbilical vein endothelial cells) sont des cellules qui tapissent la couche interne (endothélium) de la veine ombilicale du cordon ombilical humain. 
Tout comme les cellules endothéliales de l'artère ombilicale humaine, elles ont une forme (phénotype) en pavé, lorsqu'elles tapissent les parois des vaisseaux.

## Utilisations
Des cultures de cellules « HUVEC » sont utilisées en laboratoire, comme système modèle, notamment pour l'étude des fonctions et pathologie des cellules endothéliales (angiogenèse notamment), un processus impliqué dans l’alimentation et la croissance des tumeurs et cancers, mais aussi dans la réparation tissulaire (cicatrisation) et le remodelage osseux,,,,,.
À titre d’exemple : une étude a démontré que les cellules progénitrices des ostéoblastes, les cellules stromales de moelle osseuse humaine (aussi dites HBMSC pour « human bone marrow stromal cells ») ont un comportement différent (en termes de prolifération et de différenciation) quand elles sont cultivées associées avec des cellules UVECs, avec alors une augmentation de l'activité de la phosphatase alcaline (Al-P) ; on a ensuite montré que des interactions de cellule à cellule entre les cellules endothéliales et les cellules ostéoprogénitrices peuvent expliquer cet effet (effet qui n’est observé que si ces deux types de cellules sont co-cultivées avec contact direct).

## Intérêt
Ces cellule sont produites à relativement faible coût, grâce à des techniques simples mises au point pour les isoler de cordons ombilicaux réséqués après l'accouchement.

## Cultures cellulaires
Les HUVEC, d’abord isolés et cultivés in vitro dans les années 1970 par Jaffe et son équipe sont assez faciles à cultiver en laboratoire.
Une technique d'« électroculture » de cellules endothéliales de la veine ombilicale humaine (HUVECs) a été récemment (publication 2020) mise au point et testée ; la culture y est « dopée » par un champ électrique (162 mV/mm à 1,2 Hz).